# Stewart Raffill

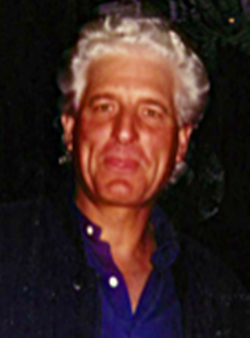
Stewart Raffill, vor 2015

Stewart Raffill (* 27. Januar 1942) ist ein US-amerikanischer Filmregisseur und Drehbuchautor.

## Leben
Raffill wanderte von England in die USA aus und feierte dort erste Erfolge. Er war ab Mitte der 1960er Jahre zunächst als Tiertrainer bei verschiedenen Film- und Fernsehproduktionen aktiv. Beginnend mit The Tender Warrior aus dem Jahr 1971, mit den Hauptdarstellern Michael Douglas und der damals noch unbekannten Jodie Foster, wandte er sich dem Drehbuchschreiben und der Regie zu.
Raffills Liebe zu wilden Tieren und der Natur veranlassten ihn 1974 zu weiteren Filmen wie Wenn der Nordwind weht und Die Abenteuer der Familie Robinson in der Wildnis. Kevin Thomas lobt Raffill in der Los Angeles Times angesichts von The Sea Gypsies als einen geschickten und einfallsreichen Filmemacher, der in seinen Naturfilm die herrlichen Landschaften und die Tierwelt den Zuschauern näher bringt und damit ein neues Genre charakterisiert. Insbesondere die gelungenen Außenaufnahmen, machen seine Filme sehenswert. vgl. Weltweit wurden seine Filmproduktionen zu Kassenschlagern in den Kinos.
In den 1980er Jahren wandte sich Raffill dem amerikanischen Science-Fiction-Abenteuer-Film zu. Es entstanden Produktionen wie Das Philadelphia Experiment, Mick, mein Freund vom anderen Stern und auch Phantasiefilme wie Mannequin 2 – Der Zauber geht weiter. In diesem Genre reichte er jedoch nicht an seine Erfolge der Naturfilme heran. So wurde ihm 1989 sogar die Goldene Himbeere für die Schlechteste Regie verliehen. Zudem nutzte er für seine Produktionen (etwa bei der 1983 erschienenen Billigproduktion Krieg der Eispiraten) bzw. Rip-Offs Filmvorlagen des Science-Fiction-Genres, die er nur soweit änderte, dass Plagiatsklagen ausblieben.

## Filmografie (Auswahl)
Als Regisseur
- 1971: The Tender Warrior
- 1974: Wenn der Nordwind bläst (When the North Wind Blows)
- 1975: Die Abenteuer der Familie Robinson in der Wildnis (The Adventures of the Wilderness Family)
- 1976: Die Erbschaft in Oregon (Across the Great Divide)
- 1978: The Sea Gypsies
- 1981: Satisfaction (High Risk)
- 1984: Krieg der Eispiraten (The Ice Pirates)
- 1984: Das Philadelphia Experiment (The Philadelphia Experiment)
- 1988: Mick, mein Freund vom anderen Stern (Mac and Me)
- 1991: Mannequin 2 – Der Zauber geht weiter (Mannequin Two: On the Move)
- 1994: Lost in Africa
- 1994: Teenage T-Rex: Der Menschen-Dinosaurier (Tammy and the T-Rex)
- 1997: Robin Hood (The New Adventures of Robin Hood, Fernsehserie, 2 Episoden)
- 1998: Allein auf der Pirateninsel (The New Swiss Family Robinson)
- 1999: Abenteuer im Land der Grizzlys (Grizzly Falls)
- 1999–2000: Pensacola – Flügel aus Stahl (Pensacola: Wings of Gold, Fernsehserie, 4 Episoden)
- 2000–2001: Highway to Hell – 18 Räder aus Stahl (18 Wheels of Justice, Fernsehserie, 5 Episoden)
- 2005: Gestrandet im Paradies (Survival Island)
- 2007: Croc (Fernsehfilm)
- 2007: Bad Girl Island
- 2010: Standing Ovation

Als Drehbuchautor
- 1971: The Tender Warrior
- 1972: Flucht in die Wildnis (Napoleon and Samantha)
- 1974: Wenn der Nordwind bläst (When the North Wind Blows)
- 1975: Die Abenteuer der Familie Robinson in der Wildnis (The Adventures of the Wilderness Family)
- 1976: Die Erbschaft in Oregon (Across the Great Divide)
- 1978: The Sea Gypsies
- 1981: Satisfaction (High Risk)
- 1984: Krieg der Eispiraten (The Ice Pirates)
- 1988: Mick, mein Freund vom anderen Stern (Mac And Me)
- 1994: Lost in Africa
- 1994: Teenage T-Rex: Der Menschen-Dinosaurier (Tammy and the T-Rex)
- 1998: Allein auf der Pirateninsel (The New Swiss Family Robinson)
- 2005: Gestrandet im Paradies (Survival Island)
- 2007: Bad Girl Island
- 2010: Standing Ovation

Als Tiertrainer
- 1966: Robin Crusoe, der Amazonenhäuptling (Lt. Robin Crusoe, U.S.N.)
- 1967: Schmeißt die Affen raus (Monkeys, Go Home!)
- 1971: The Tender Warrior – Drehbuch, Regie und Tiertrainer
- 1972: Flucht in die Wildnis (Napoleon and Samantha)

## Auszeichnungen
Für den Film Mick, mein Freund vom anderen Stern erhielt Raffill 1989 die Goldene Himbeere für die Schlechteste Regie.